# 치카노 록

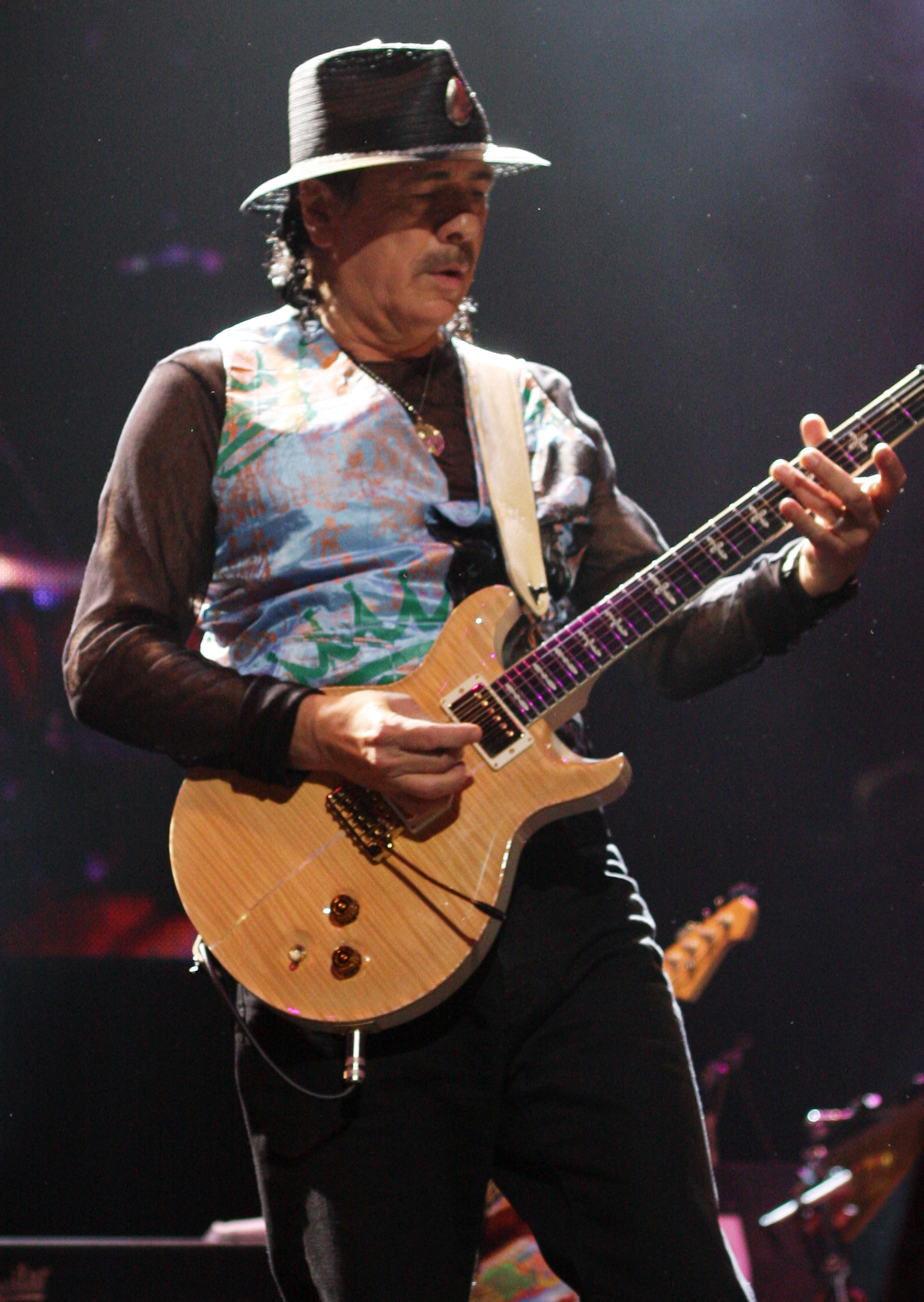

치카노 록(Chicano rock)은 멕시코계 미국인 그룹 또는 치카노 문화에서 파생된 테마가 있는 음악에 의해 공연되는 록 음악이다. 치카노 록은 어느 한 가지 스타일이나 접근 방식도 크게 언급하지 않는다. 이 그룹들 중 일부는 스페인어로 전혀 노래를 부르지 않거나, 많은 특정한 라틴 악기나 소리를 사용한다. 하위 장르는 수행자의 민족성에 의해 정의되며, 그 결과 광범위한 접근방식을 포함한다.

## 개요
최초의 치카노 록은 그들의 문화적 경험에서 나온 주제를 담고 있는 이스트로스엔젤레스와 남부 캘리포니아 출신의 멕시코계 미국인들에 의해 공연된 독특한 스타일의 로큰롤로 등장했다. 비록 그 장르는 다양한 스타일과 주제를 아우르며 광범위하고 다양하지만, 초기 치카노 록의 가장 중요한 테마는 그 리듬 앤 블루스의 영향과 색소폰과 트럼펫, 파피사나 해먼드 B3 오르간, 펑키 베이스라인, 그리고 영어로 노래되는 멕시코 보컬 스타일링의 혼합이다.
치카노 록은 블루스, 솔 음악, R&B, 록 음악, 살사 음악, 재즈에 더 개방적이다. 트리니 로페즈, 산타나, 말로, 워, 티에라, 엘 치카노, 그리고 다른 치카노 '라틴 록' 그룹들은 R&B, 재즈, 카리브해 사운드의 융합으로 이러한 접근 방식을 따르고 있다.